# Biopulpectomie
La biopulpectomie (ou pulpectomie) est l'ablation de la pulpe dentaire non infectée.
Pratiquée sur une dent vivante, elle a pour résultat de dévitaliser cette dernière. Elle s'effectue sous anesthésie. Les saignements sont minimisés par l'utilisation de peroxyde d'hydrogène, d'acide trichloroéthanoïque, d'acide chlorhydrique, de méthanal ou de thrombine plasmatique.

## Risques
Une biopulpectomie imparfaitement traitée peut entraîner l'apparition d'un granulome.